# 柿沼和夫
柿沼 和夫（かきぬま かずお、1924年 -2016年 ）は、日本の写真家。埼玉県羽生市出身。
佐藤春夫、川端康成、フランソワ・ミッテラン、三島由紀夫、高田博厚、小林秀雄、アンドレ・マルローなど内外を問わない作家・詩人・芸術家等の肖像写真家として知られる。
緊張感の漂う独特の写法が特徴である。

## 作品
- 顔 美の巡礼―柿沼和夫の肖像写真（構成・文／谷川俊太郎）ティビーエス・ブリタニカ 2002.11
- 高田博厚展（日本橋高島屋）図録ー（文／谷川徹三、撮影／柿沼和夫）朝日新聞社主催 1962